# 美國參議院老齡化特別委員會
美國參議院老齡化特別委員會（英語：United States Senate Special Committee on Aging），簡稱參議院老齡化委員會，成立於1961年，當時僅是臨時性的委員會；直至1977年才變成美国参议院的常設委員會。作為特別委員會，它沒有一般的立法權限，但專門研究美国的長者議題，特別是在联邦医疗保险與社會安全保險部分。在設置聯邦醫療保險系統之前，該委員會聚焦於年長公民的醫療保險，包括醫療保險計畫和社會安全保險的監督工作，並通過了《美國老人法案》；其所審查的範圍涵蓋老人院、年龄歧视的預防與處方藥的訂價等等。

## 歷屆主席
| 任次 | 姓名                | 政黨   | 所屬州份     | 任期       |
| ---- | ------------------- | ------ | ------------ | ---------- |
| 1    | 帕特里克·麥克納馬拉 | 民主党 | 密西西比州   | 1961－1963 |
| 2    | 喬治·斯馬瑟斯       | 民主党 | 佛罗里达州   | 1963－1967 |
| 3    | 哈里森·A·威廉斯     | 民主党 | 新泽西州     | 1967－1971 |
| 4    | 弗兰克·丘奇         | 民主党 | 印第安纳州   | 1971－1979 |
| 5    | 勞頓·奇利斯         | 民主党 | 佛羅里達州   | 1979－1981 |
| 6    | 約翰·海恩茲         | 共和黨 | 宾夕法尼亚州 | 1981－1987 |
| 7    | 約翰·梅爾徹         | 民主党 | 蒙大拿州     | 1987－1989 |
| 8    | 大衛·普萊爾         | 民主党 | 阿肯色州     | 1989－1995 |
| 9    | 威廉·科漢           | 共和黨 | 缅因州       | 1995－1997 |
| 10   | 查克·葛雷斯利       | 共和黨 | 艾奥瓦州     | 1997－2001 |
| 11   | 約翰·布里克斯       | 民主党 | 路易斯安那州 | 2001       |
| 12   | 拉里·克萊格         | 共和黨 | 印第安納州   | 2001       |
| 13   | 約翰·布里克斯       | 民主党 | 路易斯安那州 | 2001－2003 |
| 14   | 拉里·克萊格         | 共和黨 | 印第安納州   | 2003－2005 |
| 15   | 戈登·史密斯         | 共和黨 | 俄勒冈州     | 2005－2007 |
| 16   | 赫伯特·科爾         | 民主党 | 威斯康辛州   | 2007－2013 |
| 17   | 比爾·納爾遜         | 民主党 | 佛羅里達州   | 2013－2015 |
| 18   | 蘇珊·柯琳絲         | 共和黨 | 緬因州       | 2015－2021 |
| 19   | 鮑伯·凱西           | 民主党 | 賓夕法尼亞州 | 2021－     |

## 外部連結
- 委員會官網 （页面存档备份，存于）